# Willem Jacob van Stockum (Mediziner)
Willem Jacob van Stockum (* 22. Januar 1862 in Lisse; † 4. Februar 1913) war ein niederländischer Urologe und Chirurg.
Van Stockum studierte in Leiden Medizin mit dem Abschluss 1885 und der Promotion 1888. Im Jahr 1893 ging er als Chirurg nach Indonesien. Er war ab 1899 Chirurg am Coolsingel Ziekenhuis in Rotterdam.
1906 stellte er eine künstliche Harnblase aus einem Dünndarm-Segment her. 1908 schlug er eine Methode der retropubischen Prostatektomie vor, die erneut 1945 von Terence Millin vorgeschlagen (und ausgeführt) wurde.